# آدم‌های ناشناس
آدم‌های ناشناس (به ایتالیایی: I soliti ignoti) یا معاملهٔ بزرگ در خیابان مدونا فیلمی به کارگردانی ماریو مونیچلی، نویسندگی فوریو اسکارپلی، رناتو سالواتوری و سوزو چکی مدیکو، تهیه‌کنندگی فرانکو کریستالدی و بازیگری ویتوریو گاسمن، توتو، کلودیا کاردیناله، نینو مارکتی و مارچلو ماسترویانی ساخته سال ۱۹۵۸ میلادی است.
این فیلم نامزد جایزه سی‌ویکمین دوره اسکار بهترین فیلم خارجی‌زبان در سال ۱۹۵۹ میلادی بوده‌است.